# Lygodactylus ulli
Lygodactylus ulli — вид геконоподібних ящірок родини геконових (Gekkonidae). Ендемік Мадагаскару. Описаний у 2022 році. 

## Поширення і екологія
Lygodactylus ulli мешкають в національному парку Марожежі в регіоні Сава на півночі острова Мадагаскар, на висоті 481 м над рівнем моря.